# Herbizidtoleranz
Als Herbizidtoleranz bezeichnet man die Unempfindlichkeit einer Nutzpflanze gegenüber einem Wirkmechanismus eines Herbizids. Herbizidtoleranz kann entweder durch konventionelle Züchtung (z. B. Clearfield-System) oder durch Genmodifikation (z. B. Roundup-Ready-System) in die Pflanzen eingebracht werden. In Europa ist nur konventionell gezüchtetes, herbizidtolerantes Saatgut zugelassen.
Die Begriffe Herbizidtoleranz und Herbizidresistenz werden in der Regel gleichwertig verwendet, obwohl die Weed Science Society of America (WSSA) die beiden Begriffe unterschiedlich definiert. Herbizidresistenz wird als eine genetische Eigenschaft definiert, die das Überleben einer Pflanze nach Herbizidgabe erlaubt, bei der eine  Wildpflanze normalerweise  abstirbt. Diese Herbizidresistenz kann natürlicherweise auftreten oder durch  Genmanipulation erfolgen. Im Gegensatz dazu wird unter Herbizidtoleranz die inherente Eigenschaft einer Pflanze bezeichnet, eine Herbizidbehandlung zu überleben, wobei diese Toleranz natürlicherweise vorliegt und weder durch Selektion noch durch Genmanipulation ausgelöst wird.

## Systeme mit konventionell gezüchtetem Saatgut

### Clearfield-System
Das Clearfield-System wird seit 1995 von BASF vermarktet. Es handelt sich um eine spezifische Resistenz gegenüber ALS-Hemmern (Imidazolinone) wie z. B. Imazamox. Clearfield-Sorten gibt es bei Mais, Raps, Reis, Sonnenblumen, Weizen und Linsen.

### Duo-Mais-System
Das Duo-System besteht aus Cycloxydim-resistenten Maissorten und ist seit dem Jahr 2000 auf dem Markt. Es erleichtert die Bekämpfung von Ungräsern, hat bisher aber keine nennenswerte Bedeutung erlangt.

### ExpressSun-System
Das ExpressSun-System in Sonnenblumen umfasst Sulfonylharnstoff-tolerante Sorten, womit das Herbizid Tribenuron-methyl zur Unkrautkontrolle verwendet werden kann. Es hat ebenso keine große Bedeutung erlangt.

## Systeme mit genmodifiziertem Saatgut

### Roundup Ready
Bei Roundup Ready handelt es sich um ein System von Monsanto, das Glyphosat-tolerante Nutzpflanzen umfasst. Es ist global das wichtigste aller Herbizidtoleranz-Systeme und umfasst Mais-, Baumwolle-, Sojabohnen-, Zuckerrüben- und Erdnuss-Sorten. Aufgrund von glyphosatresistenten Unkräutern wird es zunehmend durch Roundup Ready Xtend ersetzt, wobei es ich um eine Erweiterung um Toleranz gegenüber Dicamba handelt.

### LibertyLink
LibertyLink wurde von Bayer CropScience in Konkurrenz zu Roundup Ready entwickelt und bietet eine Toleranz gegenüber Glufosinat (Liberty, Basta). Das System wurde 2004 in den USA eingeführt.

### Enlist

Cholinsalz von 2,4-D

Enlist wurde von Dow AgroSciences entwickelt. Es umfasst gegen Glyphosat und 2,4-D tolerante Pflanzen. Das dazu passende Herbizid (Enlist Duo) enthält 2,4-D als Cholinsalz, welches eine geringere Volatilität als andere Ester und Salze von 2,4-D aufweist und damit Schäden durch Abdrift verhindern soll.

## Vor- und Nachteile
Herbizidtolerante Anbaupflanzen bieten eine Möglichkeit zur Bekämpfung von „Problem-Unkräutern“, die gegen mehrere selektive Herbizide resistent geworden sind. Außerdem können bestimmte Herbizide durch die Herbizidtoleranz überhaupt erst oder über einen längeren Zeitraum (auch im Nachauflauf) eingesetzt werden.
In den USA und Südamerika wird herbizidtolerantes Saatgut meist zum Anbau derselben Kultur in jedem Jahr (ohne Fruchtfolge) genutzt. Dies sorgt für einen hohen Selektionsdruck auf die Unkräuter, was bei nicht ausreichenden Refugiumsflächen zur Entwicklung von Herbizidresistenzen führt.
Außerdem kann es zu Problemen mit übrig gebliebenen Samen der Anbaukultur vom letzten Jahr kommen, die aufgrund der (im Vorjahr gewünschten) Herbizidtoleranz schwieriger bekämpfbar sind (z. B. bei Ausfallraps).